# Patricio Cornejo
Patricio „Pato“ Cornejo Seckel (* 6. Juni 1944 in Llolleo) ist ein ehemaliger chilenischer Tennisspieler; er trat unter dem Namen Patricio Cornejo an.

## Karriere
Ab einem Alter von 15 Jahren durfte Patricio Cornejo für Chile spielen und konnte sich für internationale Turniere qualifizieren.
Von Beginn der Open Era trat Patricio Cornejo bei Turnieren der ATP und der WCT an. Seine größten Erfolge feierte er an der Seite von Jaime Fillol im Doppel. Mit ihm erreichte er 15 Finalpartien und konnte sieben Titel gewinnen. Gemeinsam erreichten sie die Finalpartien der French Open 1972, das sie gegen die Südafrikaner Bob Hewitt und Frew McMillan verloren, und das Finale der US Open 1974, wo sie Bob Lutz und Stan Smith unterlagen.
Cornejo trat zwischen 1964 und 1979 für die chilenische Davis-Cup-Mannschaft an. In 32 Begegnungen gewann er 34 von 74 Matches. Sein größter Erfolg war das Erreichen des Weltfinales beim Davis Cup 1976, das sie gegen die italienische Davis-Cup-Mannschaft verloren.
Nach seiner aktiven Karriere eröffnete Cornejo 1993 in Santiago de Chile einen eigenen Sportclub mit Tennisplätzen und Schwimmbecken.

## Privates
Patricio Cornejo wuchs als sechster von sieben Söhnen eines Verwalters eines Tennisclubs, der später Tennistrainer in Santiago wurde, auf. Er und seine Geschwister mussten seinen Vater bei der Arbeit unterstützen.

## Erfolge
| Legende                  |
| Grand Slam               |
| Saisonendveranstaltungen |
| Open-Era-Turniere (9)    |

| Titel nach Belag |
| Hartplatz        |
| Rasen (2)        |
| Sand (7)         |
| Teppich          |

### Doppel

#### Turniersiege

##### ATP Tour
| Nr. | Jahr              | Turnier               | Belag | Doppelpartner     | Finalgegner                          | Ergebnis      |
| --- | ----------------- | --------------------- | ----- | ----------------- | ------------------------------------ | ------------- |
| 1.  | 13. Juli 1969     | Washington            | Sand  | Jaime Fillol      | Bob Lutz Stan Smith                  | 4:6, 6:1, 6:4 |
| 2.  | 16. November 1969 | Buenos Aires          | Sand  | Jaime Fillol      | Roy Emerson Frew McMillan            | kampflos      |
| 3.  | 30. August 1970   | South Orange          | Rasen | Jaime Fillol      | Andrés Gimeno Rod Laver              | 3:6, 7:6, 7:6 |
| 4.  | 19. März 1972     | Caracas               | Rasen | Jaime Fillol      | Jim McManus Manuel Orantes           | 6:4, 6:3, 7:6 |
| 5.  | 27. April 1975    | Charlotte             | Sand  | Jaime Fillol      | Ismail El Shafei Brian Fairlie       | 6:3, 5:7, 6:4 |
| 6.  | 20. Juni 1976     | Berin                 | Sand  | Julien Munoz      | Jürgen Faßbender Hans-Jürgen Pohmann | 7:5, 6:1      |
| 7.  | 5. Dezember 1976  | Santiago de Chile (1) | Sand  | Hans Gildemeister | Elio Álvarez Belus Prajoux           | 6:3, 7:6      |
| 8.  | 14. August 1977   | Indianapolis          | Sand  | Jaime Fillol      | Dick Crealy Cliff Letcher            | 6:7, 6:4, 6:3 |
| 9.  | 20. November 1977 | Santiago de Chile (2) | Sand  | Jaime Fillol      | Henry Bunis Paul McNamee             | 5:7, 6:1, 6:1 |

#### Finalteilnahmen
| Nr. | Jahr              | Turnier          | Belag | Doppelpartner     | Finalgegner                         | Ergebnis                |
| --- | ----------------- | ---------------- | ----- | ----------------- | ----------------------------------- | ----------------------- |
| 1.  | 22. Mai 1971      | Bournemouth      | Sand  | Jaime Fillol      | Bill Bowrey Owen Davidson           | 6:8, 2:6, 6:3, 6:4, 3:6 |
| 2.  | 1. Dezember 1971  | Buenos Aires (1) | Sand  | Jaime Fillol      | Željko Franulović Ilie Năstase      | 4:6, 4:6                |
| 3.  | 14. Mai 1972      | Brüssel          | Sand  | Jaime Fillol      | Juan Gisbert Manuel Orantes         | 7:9, 3:6                |
| 4.  | 4. Juni 1972      | French Open      | Sand  | Jaime Fillol      | Bob Hewitt Frew McMillan            | 3:6, 6:8, 6:3, 1:6      |
| 5.  | 13. August 1972   | Indianapolis     | Sand  | Jaime Fillol      | Bob Hewitt Frew McMillan            | 2:6, 3:6                |
| 6.  | 25. November 1973 | Buenos Aires (2) | Sand  | Iván Molina       | Ricardo Cano Guillermo Vilas        | 6:7, 3:6                |
| 7.  | 28. Juli 1974     | Washington       | Sand  | Jaime Fillol      | Tom Gorman Marty Riessen            | 5:7, 1:6                |
| 8.  | 9. September 1974 | US Open          | Rasen | Jaime Fillol      | Bob Lutz Stan Smith                 | 3:6, 3:6                |
| 9.  | 24. November 1974 | Buenos Aires (3) | Sand  | Jaime Fillol      | Manuel Orantes Guillermo Vilas      | 4:6, 3:6                |
| 10. | 17. April 1977    | Murcia           | Sand  | Hans Gildemeister | Patrice Dominguez François Jauffret | 5:7, 2:6                |